# Argegno
Argegno is een gemeente in de Italiaanse provincie Como (regio Lombardije) en telt 650 inwoners (31-12-2004). De oppervlakte bedraagt 4,3 km², de bevolkingsdichtheid is 164 inwoners per km².

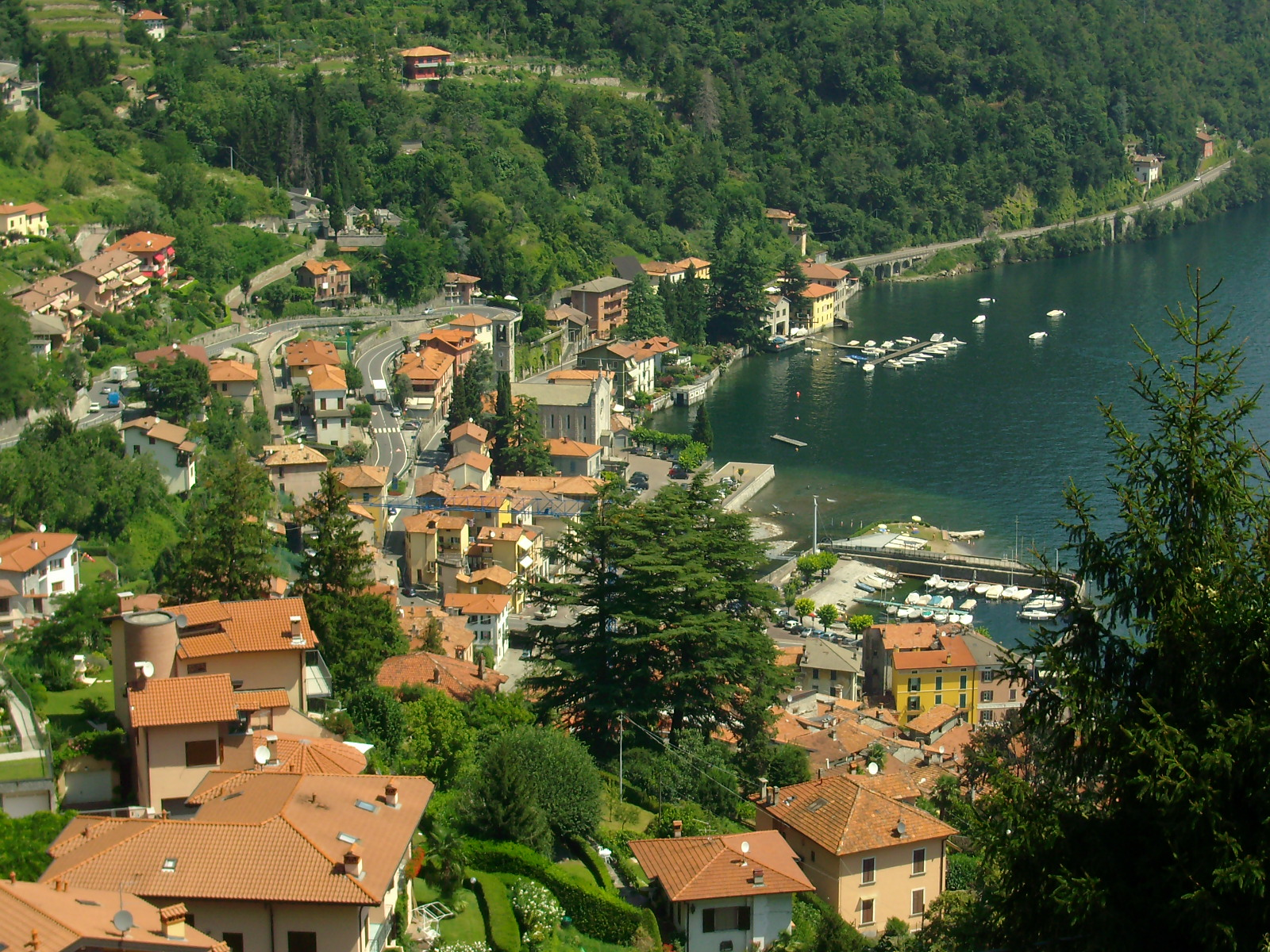
Argegno
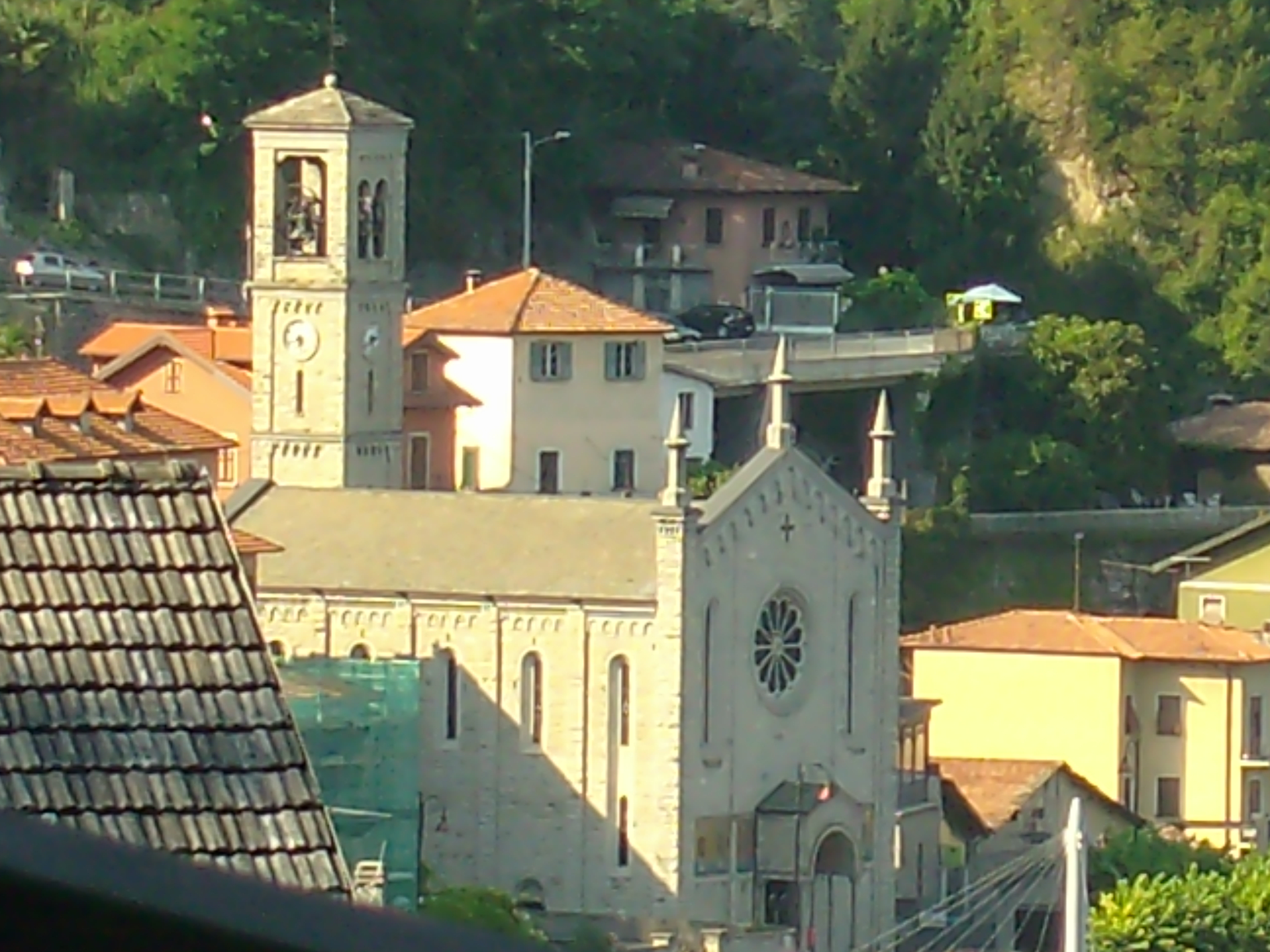
Kerk van Argegno

## Demografie
Argegno telt ongeveer 308 huishoudens. Het aantal inwoners daalde in de periode 1991-2001 met 3,7% volgens cijfers uit de tienjaarlijkse volkstellingen van ISTAT.
| Jaar | Inwoneraantal |
| ---- | ------------- |
| 1991 | 679           |
| 2001 | 654           |

## Geografie
Argegno grenst aan de volgende gemeenten: Brienno, Colonno, Dizzasco, Lezzeno, Nesso, Pigra, Schignano.